# (7253) Nara
(7253) Nara est un astéroïde de la ceinture principale.

## Description
(7253) Nara est un astéroïde de la ceinture principale. Il fut découvert le 13 février 1993 à Kashihara par Fumiaki Uto. Il présente une orbite caractérisée par un demi-grand axe de 3,19 UA, une excentricité de 0,05 et une inclinaison de 4,7° par rapport à l'écliptique.

## Compléments